# Омар Хаям
Вижте пояснителната страница за други личности с името Омар Хаям.
Гияс ад Дин Абу л Фатх Омар ибн Ибрахим Хаям Нишапури (на фарси: حکیم ابوالفتح عمر بن ‌ابراهیم خیام نیشابور) е ирански (персийски) енциклопедист, математик, поет, философ, лекар и астроном. Известен е със своя „Рубаят", сборник от рубаи.

## Научна дейност
Приживе Омар Хаям е известен най-вече като астроном. През 1073 г., вече придобил известност в Иран и Трансоксиана, той е поканен от селджукския султан Малик Шах I и неговия везир Низам ал-Мулк в тяхната столица Исфахан. Там той ръководи изграждането на голяма обсерватория, работейки заедно с други изтъкнати учени. В резултат на работата си Омар Хаям създава карта на звездното небе, която днес е изгубена. Той изчислява дължината на годината на 365,24219858156 дни, което съвпада с голяма точност с тропическата година (365,24218967 дни). На базата на изчисленията на Омар Хаям на 15 март 1079 г. Малик Шах I коригира иранския календар, както през 1582 г. прави папа Григорий XIII с европейския въз основа на изчисленията на Алоизий Лилий (вижте Григориански календар).
Омар Хаям е известен и със създаването на метод за решаване на кубични уравнения, чрез пресичане на парабола с окръжност. Макар подобен подход да е използван и преди това, той го обобщава до всички кубични уравнения. Освен това той открива биномното разлагане и прави някои изследвания на свойствата на фигури в неевклидова геометрия.

## Философия
Философията на Омар Хаям, доколкото е публично известна, често се отклонява от официалните догми на исляма. Не е сигурно дали той вярва в съществуването на Бог или не, но се противопоставя на възгледа, че всяко конкретно събитие или явление е резултат от божествена намеса. Той не вярва и в някакви награди или наказания в задгробния живот. Вместо това смята, че природните закони обясняват всички явления в наблюдаемия свят.
Видимите отклонения на възгледите на Хаям от ортодоксалността са причина многократно да дава обяснения за отношението си към исляма. Той е принуден да направи поклонение в Мека, за да докаже привързаността си към религията.

## Поезия
Днес Омар Хаям е известен не толкова с научните си постижения, колкото с литературните си произведения. Смята се, че той е автор на около хиляда четиристишия (рубаи).

## Други
- Животът на Омар Хаям е в основата на „Омар Хаям“, американски филм от 1957
- През 1970 на него е наречен лунният кратер Омар Хаям
- През 1980 на него е наречен астероидът 3095 Омархаям
- Той е главен герой в „Самарканд“, роман на ливанския писател Амин Маалуф от 1988
- На Омар Хаям е посветен и „The Keeper: the Legend of Omar Khayaam“, американски филм от 2005
- Паметник на Омар Хаям има в Букурещ, на една от централните улици, на около 400 м от сградата на правителството. На челната страна на бюст-паметника са изписани датите на раждането и смъртта му, а на останалите – цитати от негови стихове.
- Филм за живота на Омар Хаям – 2010 г.
- „Енигмата Омар Хайям“ от проф. д-р Иво Панов, монография, изд „Панорама“, С., 2019.